# Bert Dauncey
Pour les articles homonymes, voir Dauncey.

a Compétitions nationales et continentales officielles uniquement.

b Matchs officiels uniquement.
Frederick Herbert « Bert » Dauncey, né le 1er décembre 1871 à Pontypool et mort le 30 octobre 1955 à Newport, est un joueur de rugby à XV international gallois. Il évolue au poste d'ailier tant en sélection nationale qu'avec le club de Newport. 
Il pratique également le tennis au haut niveau avec le pays de Galles et le hockey sur gazon avec Newport.

## Carrière rugbystique
Bert Dauncey joue en club à Newport, rejoignant le club en 1888. Dauncey fait 190 apparitions avec le club de Newport, inscrivant 96 essais, 8 transformations et un seul drop. Dauncey joue dans les lignes arrières avec deux autres joueurs internationaux gallois, Thomas Pearson et Arthur Gould. Il est le capitaine du club en 1897-1898.
Bert Dauncey honore sa première cape internationale quand il est retenu pour disputer le tournoi britannique en 1896 pour le match d'ouverture face à l'équipe d'Angleterre. Bert Dauncey est aligné avec un autre ailier Cliff Bowen de Llanelli RFC, Owen Badger et le capitaine gallois Arthur Gould au centre. Dauncey et Bowen conservent leurs postes tout le tournoi, ce qui est une première pour des ailiers gallois depuis la paire Norman Biggs - Billy McCutcheon, membres de l'équipe qui a remporté la triple couronne en 1893. Le match de 1896 à Blackheath est une très lourde défaite contre l'Angleterre qui marque sept essais pour un score final de 25-0. Cette déroute est en partie imputable au mauvais sort car Owen Badger se fracture la clavicule et quitte ses coéquipiers dans le premier quart d'heure, les laissant terminer le match à quatorze,; les sélectionneurs changent de nombreux avants, par exemple Wallace Watts, Arthur Boucher et Boomer Nicholl. Lors de la deuxième rencontre, le pays de Galles s'impose 6 à 0 contre l'équipe d'Écosse, avec un essai inscrit par Arthur Gould et un autre, œuvre de Cliff Bowen. Le match est l'occasion de voir le joueur Gwyn Nicholls faire ses débuts internationaux au centre associé à Arthur Gould. La dernière confrontation du tournoi est sanctionnée d'une défaite 8-4 contre l'équipe d'Irlande.
Bert Dauncey n'a plus l'occasion de jouer par la suite avec la sélection nationale.

## Statistiques

### En club
Bert Dauncey dispute onze saisons avec le Newport RFC au cours desquelles il joue 190 rencontres et marque 295 points.
| Saison    | Matchs | Pts | Essais | Transf. | Drop |
| 1888-1889 | 12     | 4   | 2      | -       | -    |
| 1889-1890 | 7      | 3   | 2      | -       | -    |
| 1890-1891 | 8      | 0   | 0      | -       | -    |
| 1891-1892 | 16     | 31  | 12     | -       | -    |
| 1892-1893 | 28     | 51  | 18     | -       | -    |
| 1893-1894 | 22     | 33  | 11     | -       | -    |
| 1894-1895 | 22     | 18  | 6      | -       | -    |
| 1895-1896 | 23     | 39  | 13     | -       | -    |
| 1896-1897 | 24     | 45  | 13     | 1       | 1    |
| 1897-1898 | 27     | 71  | 19     | 7       | -    |
| 1898-1899 | 1      | 0   | 0      | -       | -    |
| Total     | 190    | 295 | 96     | 8       | 1    |

### En équipe nationale de rugby à XV
Bert Dauncey dispute trois matchs avec l'équipe du pays de Galles. Il participe à un seul tournoi britannique.
| Année | Compétition         | Matchs | Points | Essais |
| 1896  | Tournoi britannique | 3      | -      | -      |
| Total | Total               | 3      | -      | -      |

## Carrière de tennis
Dauncey joue au tennis à un niveau national, jouant pour le pays de Galles dans des petits tournois. En 1906 il est associé à la championne May Sutton à Wimbledon dans un match de double mixte; si la paire est battue, Sutton l'emporte dans le tournoi individuel féminin.

## Carrière de hockey sur gazon
Dauncey, tout comme un autre international gallois de rugby à XV Theo Harding, joue au hockey sur gazon. Dauncey prend la suite d'Harding comme capitaine du club de Newport Hockey Club lors de la saison 1902.